# Almașu (Sălaj)
Almaşu (in ungherese Nagyalmás oppure Váralmás) è un comune della Romania di 2 451 abitanti, ubicato nel distretto di Sălaj, nella regione storica della Transilvania.
Il comune è formato dall'unione di 9 villaggi: Almașu, Băbiu, Cutiș, Jebucu, Mesteacănu, Petrinzel, Sfăraș, Stana, Țăudu.

## Siti di interesse
- Rovine della cittadella medievale, costruita attorno alla metà del XIII secolo
- Castello Csáky